# Marek Witkowski
Marek Krzysztof Witkowski (Czechowice-Dziedzice, Silésia, 21 de maio de 1974) é um ex-canoísta polaco especialista em provas de velocidade.

## Carreira
Foi vencedor da medalha de bronze em K-4 1000 m em Sydney 2000, junto com os seus colegas de equipa Dariusz Białkowski, Grzegorz Kotowicz e Adam Seroczyński.